# Ліга чемпіонів КАФ 2016
Ліга чемпіонів КАФ 2016 (офіційно 2016 Orange CAF Champions League) — 52-й турнір між найкращими клубами африканських країн і 20-й у теперішньому форматі. Переможець турніру має право зіграти у Клубному чемпіонаті світу 2016 та Суперкубку КАФ 2016.

## Формат
Теоретично всі 56 членів КАФ можуть брати участь у турнірі (всього 69 команд).
Відповідно до 5-річного рейтингу КАФ:
- асоціації з 1 по 12 місце представляють по 2 команди;
- асоціації з 13 по 56 місце по 1 команді.

Кваліфікація турніру проходить у три етапи за системою плей-оф:
- попередній раунд: 46 команд;
- перший раунд: 32 команди (23 переможці попереднього раунду та 9 найкращих за рейтингом КАФ);
- другий раунд: 16 команд.

У кваліфікаційних раундах для визначення переможця команди зіграють по два матчі: удома та у гостях. Команда, що забиває більше голів за сукупністю двох матчів переходить до наступного раунду. Якщо результат двох матчів буде нічия, то перемагає команда, що забила більше голів на чужому полі. Якщо і це не вирішить рівного результату, то призначаються післяматчеві пенальті. Додатковий час у такому разі не вводиться.
Переможці другого раунду потрапляють до групового етапу Ліги чемпіонів КАФ, а команди-невдахи — до кваліфікаційного плей-оф раунду Кубка Конфедерацій.
На груповому етапі учасники розподілені на 2 групи по 4 команди в кожній. Матчі грають у два круги: дома та в гостях. Дві найкращі команди з кожної групи переходять до стадії плей-офу (півфіналу).
Команди за перемогу отримують 3 очка, за нічию — 1 очко, за поразку — 0 очок.
Якщо остаточному рахунку неможливо визначити найкращі команди за кількість очок, то застосовуються такі правила:
1. Кількість очок, отриманих у матчах між відповідними командами;
2. Різниця м'ячів у матчах між відповідними командами;
3. Голи, забиті в матчах між відповідними командами;
4. Голи, забиті на чужому полі в матчах між відповідними командами;
5. Якщо, після застосування критеріїв 1-4 для відповідних команд, дві команди мають однакову кількість очок, то критерії від 1 до 4 повторно застосовуються виключно до матчів між двома зазначеними командами, щоб визначити їх остаточний рейтинг. Якщо і ця процедура не визначить остаточні позиції команд, то застосовуються критерії 6-9;
6. Різниця голів у всіх матчах;
7. Голи забиті у всіх матчах;
8. Голи, забиті на чужому полі у всіх матчах;
9. Проведення жеребкування.

Фінал складається з двох матчів.
| Рейтинг | Асоціація       | Ранг | К-ть команд |
| ------- | --------------- | ---- | ----------- |
| 1       | Туніс           | 105  | 2           |
| 2       | Єгипет          | 81   | 2           |
| 3       | ДР Конго        | 63   | 2           |
| 4       | Алжир           | 44   | 2           |
| 5       | Судан           | 33   | 2           |
| 6       | Кот-д'Івуар     | 30   | 2           |
| 7       | Марокко         | 29   | 2           |
| 8       | Камерун         | 26   | 2           |
| 8       | Конго           | 26   | 2           |
| 8       | Малі            | 26   | 2           |
| 11      | Нігерія         | 22   | 2           |
| 12      | Південна Африка | 16   | 2           |
| 13      | Ангола          | 11   | 1           |
| 14      | Лівія           | 7    | 1           |
| 15      | Гана            | 6    | 1           |
| 15      | Замбія          | 6    | 1           |
| 17      | Ефіопія         | 4    | 1           |
| 18      | Нігерія         | 1    | 1           |
| 18      | Зімбабве        | 1    | 1           |

| Асоціація без рангу  | К-ть команд |
| -------------------- | ----------- |
| Боствана             | 1           |
| Буркіно-Фасо         | 1           |
| Бурунді              | 1           |
| Чад                  | 1           |
| Комори               | 1           |
| Екваторіальна Гвінея | 1           |
| Габон                | 1           |
| Гамбія               | 1           |
| Гвінея               | 1           |
| Кенія                | 1           |
| Лесото               | 1           |
| Ліберія              | 1           |
| Мадагаскар           | 1           |
| Маврикій             | 1           |
| Мозамбік             | 1           |
| Руанда               | 1           |
| Сан-Томе і Принсіпі  | 1           |
| Сенегал              | 1           |
| Сейшели              | 1           |

| Асоціація без рангу | К-ть команд |
| ------------------- | ----------- |
| Південний Судан     | 1           |
| Свазіленд           | 1           |
| Танзанія            | 1           |
| Уганда              | 1           |
| Занзібар            | 1           |

| Асоціації без команд |
| --- |
| - Бенін - Кабо-Верде - ЦАР - Джибуті - Еритрея - Гвіней-Бісау - Малаві - Мавританія - Намібія - Реюньйон - Сьєрра-Леоне - Сомалі - Того |

## Жеребкування
| Фаза            | Раунд                        | Жеребкування                    | Перший матч        | Матч-відповідь     |
| --------------- | ---------------------------- | ------------------------------- | ------------------ | ------------------ |
| Кваліфікація    | Попередній раунд             | 11 грудня 2015 (Дакар, Сенегал) | 12-14 лютого 2016  | 26-28 лютого 2016  |
| Кваліфікація    | Перший кваліфікаційний раунд | 11 грудня 2015 (Дакар, Сенегал) | 11-13 березня 2016 | 18-20 березня 2016 |
| Кваліфікація    | Другий кваліфікаційний раунд | 11 грудня 2015 (Дакар, Сенегал) | 8-10 квітня 2016   | 19-20 квітня 2016  |
| Груповий турнір | Тур 1                        | 24 травня 2016 (Каїр, Єгипет)   | 17-19 червня 2016  | 17-19 червня 2016  |
| Груповий турнір | Тур 2                        | 24 травня 2016 (Каїр, Єгипет)   | 28-29 червня 2016  | 28-29 червня 2016  |
| Груповий турнір | Тур 3                        | 24 травня 2016 (Каїр, Єгипет)   | 15-17 липня 2016   | 15-17 липня 2016   |
| Груповий турнір | Тур 4                        | 24 травня 2016 (Каїр, Єгипет)   | 26-27 липня 2016   | 26-27 липня 2016   |
| Груповий турнір | Тур 5                        | 24 травня 2016 (Каїр, Єгипет)   | 12-14 серпня 2016  | 12-14 серпня 2016  |
| Груповий турнір | Тур 6                        | 24 травня 2016 (Каїр, Єгипет)   | 23-24 серпня 2016  | 23-24 серпня 2016  |
| Плей-оф         | Півфінал                     | 24 травня 2016 (Каїр, Єгипет)   | 16-18 вересня 2016 | 23-25 вересня 2016 |
| Плей-оф         | Фінал                        | 24 травня 2016 (Каїр, Єгипет)   | 14-16 жовтня 2016  | 21-23 жовтня 2016  |

## Учасники
Усього брали участь 55 команд зі 43 асоціацій, які до попереднього та першого раундів визначалися відповідно до 5-річного рейтингу КАФ.
| Перший раунд                         | Перший раунд                           | Перший раунд                 |
| ------------------------------------ | -------------------------------------- | ---------------------------- |
| Аль-Аглі (1-ше, 53 бали)             | ТП Мазембе (переможець, 2-ге, 52 бали) | ЕС Сетіф (1-ше, 33 бали)     |
| Аль-Гіляль (2-ге, 30 балів)          | Етуаль дю Сахель (2-ге, 27 балів)      | АС Леопардс (1-ше, 24 бали)  |
| Замалек (1-ше, 22 бали)              | Аль-Меррейх (1-ше, 19 бали)            | Котон Спорт (1-ше, 19 балів) |
| Попередній раунд                     |                                        |                              |
| АС Віта Клуб (1-ше, 16 бали)         | Стад Мальєн (1-ше, 13 бали)            | Відад (1-ше, 6 балів)        |
| АСЕК Мімоза (2-ге, 5 балів)          | Клуб Африкен (1-ше, 3 балів)           | Еньїмба (1-ше, 3 балів)      |
| Рекреатіву ду Ліболу (1-ше, 3 балів) | Сент-Джордж (1-ше, 3 балів)            | МО Беджая (2-ге)             |
| АС Танда (1-ше)                      | Олімпік Хурібга (2-ге)                 | Юніон Дуала (1-ше)           |
| Етуаль дю Конго (2-ге)               | АС Онз Креатурс (2-ге)                 | Варрі Вулвз (2-ге)           |
| Кайзер Чифс (1-ше)                   | Мамелоді Сандаунз (2-ге)               | Аль-Аглі Триполі (1-ше[Пр])  |
| Ашанті Голд (1-ше)                   | ЗЕСКО Юнайтед (1-ше)                   | АС Дуан (1-ше)               |
| Чіккен Інн (1-ше)                    | Мочуді Сентр Чіфс (1-ше)               | Расінг де Бобо (1-ше)        |
| Вітал'О (1-ше)                       | АС КотонТчад (1-ше)                    | Волкан (1-ше)                |
| Расінг (1-ше)                        | Мангаспорт (1-ше)                      | Гамтел (1-ше)                |
| Гороя (1-ше)                         | Гор Магія (1-ше)                       | Ліолі (1-ше)                 |
| Німба Юнайтед (1-ше)                 | КНаПС Спорт (1-ше)                     | Серкль де Жуакім (1-ше)      |
| Ферроваріу ді Мапуту (1-ше)          | АПР (1-ше)                             | Спортінг Прая-Круж (1-ше)    |
| АС Дуан Дакар (1-ше)                 | Сен-Мішель Юнайтед (1-ше)              | Аль-Газель (1-ше)            |
| Мбабане Сволловс (1-ше)              | Янг Афріканс (1-ше)                    | Вайперс (1-ше)               |
| Мафунзо (1-ше)                       |                                        |                              |

Примітка
1. ^ Лівія: У 2015 чемпіонат не проводився.

## Кваліфікаційний раунд

### Попередній раунд
У раунді брали участь 46 команд, що не отримали путівку до першого раунду. Перші матчі відбулися 12-14 лютого 2016 року, матчі-відповіді — 26-28 лютого 2016 року.
| Команда 1           | Заг.    | Команда 2            | 1-й матч | 2-й матч |
| ------------------- | ------- | -------------------- | -------- | -------- |
| Мафунзо             | 0–4     | Віта (Кіншаса)       | 0–3      | 0–1      |
| Мочуді Сентр Чіфс   | т. п.   | Ферроваріу ді Мапуту | —        | —        |
| Чіккен Інн          | 1–2     | Мамелоді Сандаунз    | 1–0      | 0–2      |
| Варрі Вулвз         | т. п.   | Спортінг (Прая-Круж) | —        | —        |
| Мангаспорт          | 0–3     | Етуаль дю Конго      | 0–0      | 0–3      |
| Відад               | 3–2     | Дуан (Ніамей)        | 2–0      | 1–2      |
| Гор Магіа           | 1–3     | КНаПС Спорт          | 1–2      | 0–1      |
| Сент-Джордж         | 4–1     | Сен-Мішель Юнайтед   | 3–0      | 1–1      |
| Вайперс             | 1–2     | Еньїмба              | 1–0      | 0–2      |
| Ліолі               | 2–2 (a) | Вітал'О              | 1–2      | 1–0      |
| Олімпік (Хурібга)   | 4–2     | Гамтел               | 2–1      | 2–1      |
| Стад Мальєн         | 4–1     | Расінг де Бобо       | 3–1      | 1–0      |
| ЗЕСКО Юнайтед       | 3–0     | Аль-Газель           | 2–0      | 1–0      |
| Дуан (Дакар)        | 0–4     | Гороя                | 0–0      | 0–4      |
| Мбабане Свалловс    | 2–4     | АПР                  | 1–0      | 1–4      |
| Серкль де Жуакім    | 0–3     | Янг Африканс         | 0–1      | 0–2      |
| Рекреатіво (Ліболо) | 9–1     | Расінг (Мікомесенг)  | 5–1      | 4–0      |
| Волкан              | т. п.   | Кайзер Чифс          | 0–4      | —        |
| КотонТчад           | 0–1     | АСЕК Мімозас         | 0–1      | 0–0      |
| Онз Креатурс        | 1–2     | Аль-Аглі (Триполі)   | 1–2      | 0–0      |
| Німба Юнайтед       | 1–4     | Юніон Дуала          | 1–3      | 0–1      |
| Клуб Африкен        | 2–0     | Танда                | 2–0      | 0–0      |
| Ашанті Голд         | 2–3     | МО Беджая            | 1–0      | 1–3      |

### Перший раунд
| Команда 1           | Заг.    | Команда 2            | 1-й матч | 2-й матч |
| ------------------- | ------- | -------------------- | -------- | -------- |
| Віта (Кіншаса)      | 2–1     | Ферроваріу ді Мапуту | 1–0      | 1–1      |
| Мамелоді Сандаунз   | 3–1     | Леопардс             | 2–0      | 1–1      |
| Варрі Вулвз         | 0–2     | Аль-Меррейх          | 0–1      | 0–1      |
| Етуаль дю Конго     | 3–5     | ЕС Сетіф             | 1–1      | 2–4      |
| Відад               | 6–3     | КНаПС Спорт          | 5–1      | 1–2      |
| Сент-Джордж         | 2–3     | ТП Мазембе           | 2–2      | 0–1      |
| Еньїмба             | 6–3     | Вітал'О              | 5–1      | 1–2      |
| Олімпік (Хурібга)   | 1–3     | Етуаль дю Сахель     | 1–1      | 0–2      |
| Стад Мальєн         | 2–1     | Котон Спорт          | 2–0      | 0–1      |
| ЗЕСКО Юнайтед       | 4–3     | Гороя                | 4–1      | 0–2      |
| АПР                 | 2–3     | Янг Африканс         | 1–2      | 1–1      |
| Рекреатіво (Ліболо) | 0–2     | Аль-Аглі             | 0–0      | 0–2      |
| Кайзер Чифс         | 0–1     | АСЕК Мімозас         | 0–1      | 0–0      |
| Аль-Аглі (Триполі)  | 2–2 (a) | Аль-Гіляль           | 1–0      | 1–2      |
| Юніон Дуала         | 0–3     | Замалек              | 0–1      | 0–2      |
| Клуб Африкен        | 1–2     | МО Беджая            | 1–0      | 0–2      |

### Другий раунд
У раунді брали участь 16 переможців першого раунду. Перші матчі відбулися 8-10 квітня 2016, матчі-відповіді — 19-20 квітня 2016.
| Команда 1      | Заг.            | Команда 2          | 1-й матч | 2-й матч |
| -------------- | --------------- | ------------------ | -------- | -------- |
| Віта (Кіншаса) | 2–2 (a) т.п.[Д] | Мамелоді Сандаунз  | 1–0      | 1–2      |
| Аль-Меррейх    | 2–2 (a)         | ЕС Сетіф           | 2–2      | 0–0      |
| Відад          | 3–1             | ТП Мазембе         | 2–0      | 1–1      |
| Еньїмба        | 3–3 пен. (4–3)  | Етуаль дю Сахель   | 3–0      | 0–3      |
| Стад Мальєн    | 2–5             | ЗЕСКО Юнайтед      | 1–3      | 1–2      |
| Янг Африканс   | 2–3             | Аль-Аглі (Каїр)    | 1–1      | 1–2      |
| АСЕК Мімозас   | 3–2             | Аль-Аглі (Триполі) | 2–0      | 1–2      |
| Замалек        | 3–1             | МО Беджая          | 2–0      | 1–1      |

Примітки
1. ^ 24 травня 2016 року КАФ повідомив, що Віта (Кіншаса) був дискваліфікований за неправомірного гравця в матчі з Мафунзо.[4] Мамелоді Сандаунз було відновлено в Лізі чемпіонів, хоча вони вже зіграли матчі у відбірковому плей-оф раунді Кубка Конфедерацій.

## Груповий етап
Жеребкування групового етапу відбулося 24 травня 2016 о 14:30 EET (UTC+2) у Каїрі (Єгипет). Усі команди були поділені на дві групи по чотири команди.
У кожній групі команди грають одна з одною по 2 матчі: вдома та на виїзді (по круговій системі). Два найкращі команди, що посіли перші місця виходять у плей-оф.

### Група A
| Поз | Команда         | І | В | Н | П | ГЗ | ГП | РГ | О  | Кваліфікація |     | ВІД | ЗЕС | АГЛ | MIM |
| --- | --------------- | - | - | - | - | -- | -- | -- | -- | ------------ | --- | --- | --- | --- | --- |
| 1   | Відад           | 6 | 3 | 2 | 1 | 6  | 3  | +3 | 11 | Плей-оф      |     | —   | 2–0 | 0–1 | 2–1 |
| 2   | ЗЕСКО Юнайтед   | 6 | 2 | 3 | 1 | 10 | 9  | +1 | 9  | Плей-оф      |     | 1–1 | —   | 3–2 | 3–1 |
| 3   | Аль-Аглі (Каїр) | 6 | 1 | 3 | 2 | 6  | 7  | −1 | 6  |              |     | 0–0 | 2–2 | —   | 1–2 |
| 4   | АСЕК Мімозас    | 6 | 1 | 2 | 3 | 5  | 8  | −3 | 5  |              | 0–1 | 1–1 | 0–0 | —   |     |

### Група B
| Поз | Команда           | І | В | Н | П | ГЗ | ГП | РГ | О | Кваліфікація    |  | МАМ | ЗАМ | ЕНЬ | СЕТ |
| --- | ----------------- | - | - | - | - | -- | -- | -- | - | --------------- |  | --- | --- | --- | --- |
| 1   | Мамелоді Сандаунз | 4 | 3 | 0 | 1 | 6  | 5  | +1 | 9 | Плей-оф         |  | —   | 1–0 | 2–1 | —   |
| 2   | Замалек           | 4 | 2 | 0 | 2 | 3  | 3  | 0  | 6 | Плей-оф         |  | 1–2 | —   | 1–0 | —   |
| 3   | Еньїмба           | 4 | 1 | 0 | 3 | 4  | 5  | −1 | 3 |                 |  | 3–1 | 0–1 | —   | —   |
| 4   | ЕС Сетіф          | 0 | 0 | 0 | 0 | 0  | 0  | 0  | 0 | Дискваліфікація |  | 0–2 | —   | —   | —   |

1. ↑  ЕС Сетіф дискваліфікований за безлади під час домашнього матчу проти Мамелоді Сандаунз, результат матчу за 18 червня 2016 був анульований.[7]

## Плей-оф
Переможці групового етапу виходять до плей-оф. Команди зіграють по два матчі.
Півфінал
| 16 вересня 2016 20:00 (UTC+2) |

| Замалек                                          | 4-0      | Відад |
| ------------------------------------------------ | -------- | ----- |
| Шікабала 4' Хафні 18' Морсі 49' Фатхі 73' (пен.) | Протокол |       |

| Стадіон Борг Ель-Араб, Александрія Арбітр: Даніель Беннет (Південна Африка) |

| 24 вересня 2016 21:00 (UTC+1) |

| Відад                                               | 5-2      | Замалек               |
| --------------------------------------------------- | -------- | --------------------- |
| Джебор 13' 45' Ель-Хаддад 18' Ондама 56' 63' (пен.) | Протокол | Морсі 35' Охівучі 18' |

| Стадіон ім. Принца Мулай Абдалла, Рабат Арбітр: Сіді Аліум (Камерун) |

| 17 вересня 2016 15:30 (UTC+2) |

| ЗЕСКО Юнайтед  | 2-1      | Мамелоді Сандаунз |
| -------------- | -------- | ----------------- |
| Мванза 54' 56' | Протокол | Білліат 86'       |

| Стадіон ім. Леві Мванаваса, Ндола Арбітр: Гамада Нампіандраза (Мадагаскар) |

| 24 вересня 2016 19:00 (UTC+2) |

| Мамелоді Сандаунз | 2-0      | ЗЕСКО Юнайтед |
| ----------------- | -------- | ------------- |
| Лаффор 5' Тау 64' | Протокол |               |

| Lucas «Masterpieces» Moripe Stadium, Преторія Арбітр: Мехді Абід Шаріф (Алжир) |

Фінал
| 15 жовтня 2016 15:00 (UTC+2) |

| Мамелоді Сандаунз                        | 3-0      | Замалек |
| ---------------------------------------- | -------- | ------- |
| Лаффор 31' Ландерман 40' Гамаль 46' (аг) | Протокол |         |

| Lucas «Masterpieces» Moripe Stadium, Преторія Арбітр: Девіс Омвено (Кенія) |

| 23 жовтня 2016 20:30 (UTC+2) |

| Замалек     | 1-0      | Мамелоді Сандаунз |
| ----------- | -------- | ----------------- |
| Охавучі 64' | Протокол |                   |

| Стадіон Борг Ель-Араб, Александрія Арбітр: Бакарі Папа Гассама (Гамбія) |

## Бомбардири
| Поз | Гравець         | Команда              | Голи |
| --- | --------------- | -------------------- | ---- |
| 1   | Mfon Udoh       | Еньїмба              | 9    |
| 2   | Reda Hajhouj    | Відад                | 6    |
| 3   | Idriss Mbombo   | ЗЕСКО Юнайтед        | 5    |
| 4   | Clatous Chama   | ЗЕСКО Юнайтед        | 4    |
| 4   | Eudes Dagoulou  | ЕС Сетіф             | 4    |
| 4   | Mamadou Diawara | Рекреатіву ду Ліболу | 4    |
| 4   | Jackson Mwanza  | ЗЕСКО Юнайтед        | 4    |
| 4   | Basem Morsy     | Замалек              | 4    |
| 4   | Fabrice Ondama  | Відад                | 4    |
| 4   | Jesse Were      | ЗЕСКО Юнайтед        | 4    |
| 4   | Yannick Zakri   | АСЕК Мімоза          | 4    |